# G++

g++ — традиционное обозначение GNU C++, свободно распространяемого компилятора языка C++. Является частью GCC — коллекции компиляторов GNU.

## Применение
На операционных системах Unix, команда gcc обычно используется для вызова компилятора GCC, как и команда g++. По умолчанию язык программирования C или C++ определяется по расширению компилируемого файла(см. g++ --help описание параметра -x). Но при этом G++ все равно является компилятором, а не просто препроцессором. G++ строит объектный код напрямую из исходного C++ кода, без использования промежуточной С-версии (в отличие от некоторых компиляторов, которые создают объектный код Си из исходников, написанных на C++). Это позволяет получать более полную и точную информацию о работе программы при отладке (например, при использовании GDB).